# Autopista Francisco Fajardo
La autopista Francisco Fajardo, oficialmente Gran Cacique Guaicaipuro Jefe de Jefes, es la autopista más importante de Caracas, ya que conecta oeste y este de la ciudad mediante una misma vía arterial. Hasta 2020 se llamó oficialmente «autopista Francisco Fajardo», y debió su nombre a uno de los conquistadores de Venezuela, un margariteño mestizo, hijo de un capitán español y una cacique guaikerí.

## Historia
El primer tramo de la Autopista conocida originalmente como "Autopista de Caracas" fue inaugurado durante el gobierno del general Marcos Pérez Jiménez. Diversos proyectos para su modificación y mejora fueron presentados ya en la década de 1970.
La vía ha sido ampliada a través de los años, en octubre de 2014, se amplió a cuatro canales por sentido desde el Distribuidor Santa Cecilia al Distribuidor Los Ruices. Luego en diciembre del mismo año se produjo la inauguración del puente de Petare y una nueva ampliación del tramo que va desde el distribuidor Santa Cecilia hasta el Metropolitano. En agosto de 2015 se inauguró una ampliación de seis kilómetros (tres de ida y tres de vuelta) que va desde el Puente Los Leones (Avenida O'Higgins) hasta el Distribuidor La Araña. El 20 de noviembre de 2015 fue culminado el tramo de ampliación de 7 kilómetros por sentido desde el Distribuidor La Araña hasta el Jardín Botánico.
En octubre de 2020, el presidente Nicolás Maduro aceptó la propuesta del profesor Reinaldo Bolívar para iniciar de manera progresiva un proceso de «descolonización y reivindicación» de todos los espacios públicos, por lo que tomó la decisión de llamar a partir de ahora “Gran Cacique Guaicaipuro Jefe de Jefes” a los 28 kilómetros de una las principales arterias viales en Caracas que une a Petare con Caricuao.

## Descripción
La autopista cruza la ciudad de oeste a este con sus respectivas ramificaciones; en Petare se empalma con la autopista Gran Mariscal de Ayacucho (Petare-Guarenas), y al sudoeste de Caracas se bifurca a través de la urbanización Mamera y finaliza en Las Adjuntas y Macarao, en donde se divide en una carretera hacia Caricuao y en otra vía hacia Los Teques (Carretera vieja Caracas-Los Teques).
Los principales ramales son la Autopista Prados del Este, que parte desde el distribuidor "El Ciempiés" (en El municipio Chacao) y finaliza en el sector de La Trinidad, donde comienza la avenida intercomunal de El Hatillo, que termina en la urbanización de La Lagunita. La segunda ramificación va hacia el sur de la ciudad, llamada Autopista Valle-Coche; comienza en el distribuidor "El Pulpo" en Plaza Venezuela, y termina cuando se conecta a la Autopista Regional del Centro, otra rama representa la sección (nace en el Distribuidor "La Araña") que se dirige hacia Catia y termina al comienzo de la Autopista Caracas - La Guaira. Este último ramal conecta así mismo con la Autopista Sur Caracas comenzando en el Distribuidor "La Araña" (atravesando los túneles El Paraíso y El Valle) para finalmente culminar en la Autopista Valle-Coche.

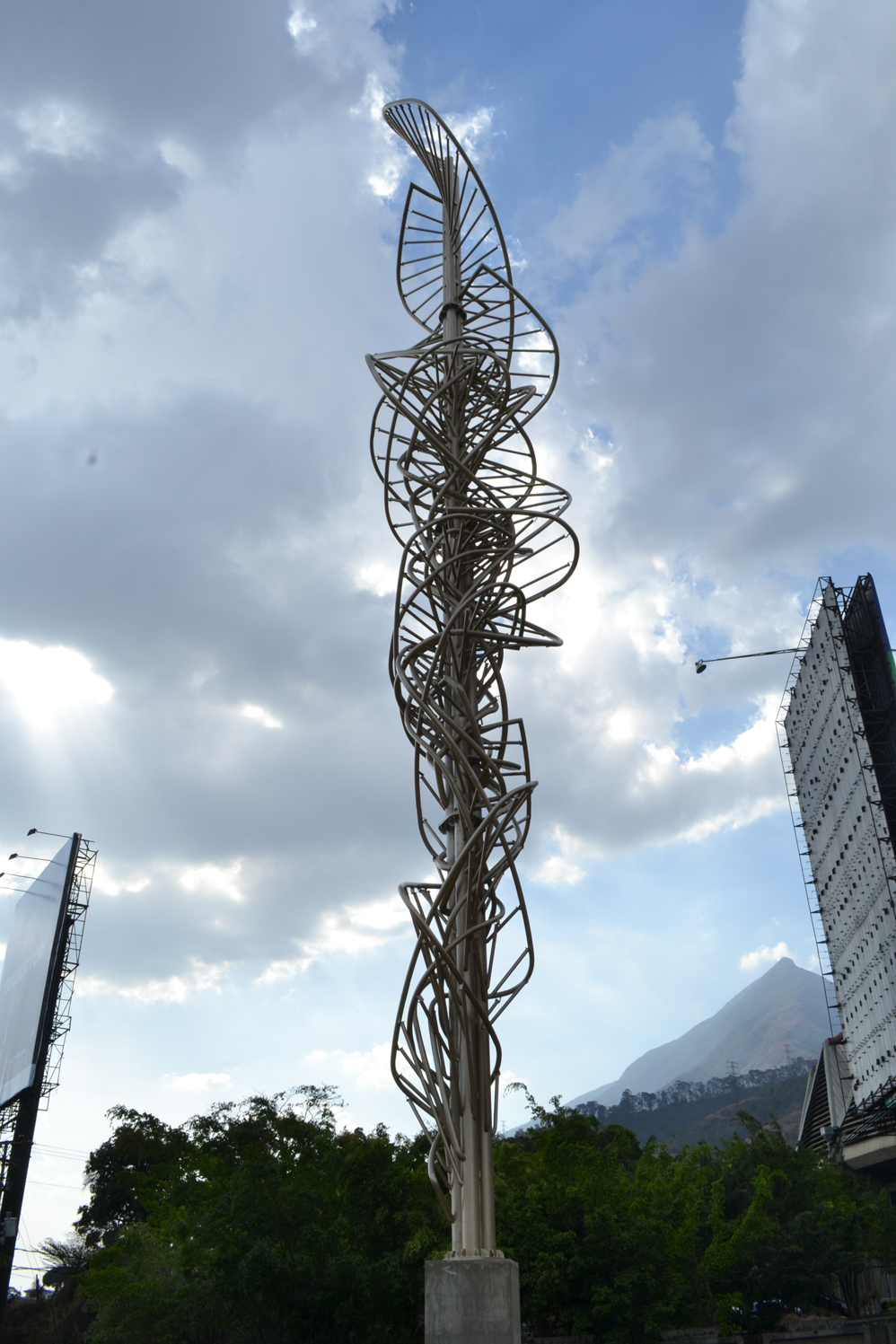
Escultura Atawa Shihi situada junto a la autopista.

## Ampliación de la Autopista
Entre los años 2013 y 2014 se presentó por parte del Ministerio del Poder Popular para el Transporte Terrestre y Obras Públicas, bajo la rectoría de Haiman El Troudi un proyecto de alto impacto, que implicó robo de recursos de fondos públicos corrupción y obras de tercera mal edificadas para la presunta solución a los problemas de congestionamiento vial de la ciudad de Caracas y otros centros poblados del país que planteaba un conjunto de soluciones viales de distintos niveles que en el caso del área metropolitana afectaban las principales arterias viales como son la Autopista Valle – Coche, Autopista Gran Mariscal de Ayacucho, avenida Boyacá (Cota Mil) y la autopista Francisco Fajardo
La Autopista Francisco Fajardo es la principal arteria vial del área metropolitana de Caracas; con sus 28 km de longitud atraviesa toda Caracas de este a oeste, desde Petare en el distribuidor Metropolitano, hasta Las Adjuntas y el Zoológico, en Caricuao.
El proyecto de ampliación de la Autopista Francisco Fajardo se planteó retomar el normal desenvolvimiento que toda vía rápida demanda, con un tiempo de circulación vehicular adecuado. Tras la finalización de todos los trabajos civiles, la velocidad de circulación promedio pasó de 10 km/h a 50 km/h, es decir, se logró el propósito trazado redundando en más movilidad para la Gran Caracas
Con la aprobación de los recursos económicos, por parte del Ejecutivo Nacional, el entonces ministro Haiman El Troudi inició las obras de ampliación de la autopista Francisco Fajardo en distintos puntos, tanto del este como del oeste de la ciudad. La ampliación de la autopista al este abarcó 6 kilómetros; al oeste abarcó 10 kilómetros, mientras que en el tramo central, comprendió un segmento de vía cercano a 2 kilómetros.

#### Tramo del Este-Oeste
En el lado este de Caracas, implicó la intervención de seis kilómetros de vialidad con la ampliación de las pistas pasando de tres a cuatro carriles por dirección y la construcción de dos nuevos distribuidores, uno en Santa Cecilia y otro en Los Ruices, que sustituían a los que habían sido construidos originalmente con la autopista pero que tenían diversos problemas, especialmente su baja altura (inferior a la norma de 3,90 metros) que dificultaba el tránsito de vehículos de carga pesada y autobuses, generando accidentes y por ende con repercusión en la congestión vehicular.
El 20 de octubre de 2014, se inauguró el Distribuidor Santa Cecilia con 2 kilómetros de ampliación de la pista a cuatro carriles por lado hasta el sector Los Ruices. El 11 de diciembre de ese mismo año, se inauguró la ampliación de la autopista desde el Distribuidor Los Ruices hasta el nuevo puente de Petare que incluyó un puente de 300 metros de largo en El Llanito, sobre el río Guaire.  Por último el 30 de noviembre de 2015, se inauguró por el entonces ministro José Luis Bernardo, el nuevo Distribuidor Los Ruices de 5 metros de alto, poniendo fin de esta forma a los problemas de control de altura y mejorando el desplazamiento por la autopista en horarios pico.

##### Tramo Oeste
La intervención de la autopista en el sector Oeste de Caracas inició en el año 2015 con la ampliación del tramo comprendido entre el puente Los Leones, a la altura del distribuidor La Paz, en El Paraíso, y el Distribuidor La Araña, donde se aumentó la pista a cuatro canales por lado, eliminando el efecto embudo que generaba congestión en horarios pico.
Posteriormente se hizo la ampliación de cuatro kilómetros entre el Distribuidor La Araña hasta el Jardín Botánico. La última fase fue la ampliación del punto central de la autopista entre Bello Monte y Plaza Venezuela, donde se hicieron trabajos de ampliación en el Distribuidor El Pulpo y se instalaron puentes de conexión con la avenida Principal de Bello Monte y Río de Janeiro en Las Mercedes.